# Kaweloamaihunaliʻi
Kaweloamaihunaliʻi (ili Kawelo-a-Maihunaliʻi; zvan i Kaweloleimakua) bio je havajski poglavica, 19. kralj otoka Kauaija, koji je smatran dosta slavnim.

## Životopis
Kaweloamaihunaliʻi je bio sin princeze Malaiakalani, koja je bila kći poglavice Kawelomahamahaije i kraljice Kapohinaokalani. 
Njegov otac je bio plemić zvan Maihunaliʻi, a bratić kralj Kaweloaikanaka.
Poglavica Kaihikapuakakuhihewa dao mu je zemlju na svom otoku Oahuu.
Njegova žena je bila kraljica Kanewahineikiaoha, kći plemića Kalonaikahailaʻaua, te je dobio kćer, princezu Kaneikaheilani.
Nakon što je umro, Kauaijem je vladao kralj Kūaliʻi, koji je imao pravo na vlast vjerojatno zbog svoje bake Kawelolauhuki.